# Dudrowo
Dudrowo (ros. Дудрово) – wieś w Rosji, w rejonie waszkińskim obwodu wołogodzkiego. W 2010 r. liczyła 3 mieszkańców.